# Denise Curry
Denise Marie Curry (ur. 22 sierpnia 1959 w Fort Benton) – amerykańska koszykarka występująca na pozycjach niskiej lub silnej skrzydłowej, reprezentantka kraju, multimedalistka międzynarodowych imprez koszykarskich, po zakończeniu kariery sportowej trenerka koszykarska.

## Osiągnięcia
Na podstawie, o ile nie zaznaczono inaczej.

### AIAW
- Mistrzyni:
  - Western Collegiate Athletic Conference (AIAW – 1978)
  - sezonu regularnego konferencji (1978, 1979)
- Uczestniczka rozgrywek:
  - AIAW Final Four (1978, 1979)
  - turnieju AIAW (1978–1981)
- MVP AIAW (1979–1981)
- Laureatka nagrody UCLA All-University Athlete of the Year (1981)
- Zaliczona do:
  - I składu:
    - Kodak All-American (1979–1981)
    - Academic All-America (1981)

  - Galerii Sław Sportu UCLA – UCLA Athletics Hall of Fame (1994)
- Numer 12 z którym występowała został zastrzeżony przez drużynę UCLA Bruins (1990)

### Drużynowe
- Mistrzyni:
  - Francji (1986, 1987)
  - Niemiec (1983–1985)
- Wicemistrzyni Francji (1988)
- Zdobywczyni pucharu Niemiec (1983–1985)

### Indywidualne
- MVP zagraniczna sezonu regularnego francuskiej ligi 1A (1986)
- Wybrana do:
  - Koszykarskiej Galerii Sław im. Jamesa Naismitha (1997)
  - Żeńskiej Galerii Sław Koszykówki (1999)

### Reprezentacyjne
Drużynowe
- Mistrzyni:
  - olimpijska (1984)
  - świata (1979)[4]
  - igrzysk panamerykańskich (1983)
  - Pucharu Williama Jonesa (1979, 1984)
- Wicemistrzyni:
  - świata (1983)
  - uniwersjady (1981)
  - igrzysk panamerykańskich (1979)
- Uczestniczka kwalifikacji olimpijskich (1980)

Indywidualne
- Koszykarka roku USA Basketball (1981)